# کروک (بم)
کروک، روستایی در دهستان روداب غربی بخش بروات شهرستان بم در استان کرمان ایران است. این روستا، مرکز دهستان روداب غربی است.

## جمعیت
بر پایه سرشماری عمومی نفوس و مسکن در سال ۱۳۹۵، جمعیت این روستا برابر با ۲٬۲۵۷ نفر (۷۳۵ خانوار) بوده‌است.